# Chicheley Hall

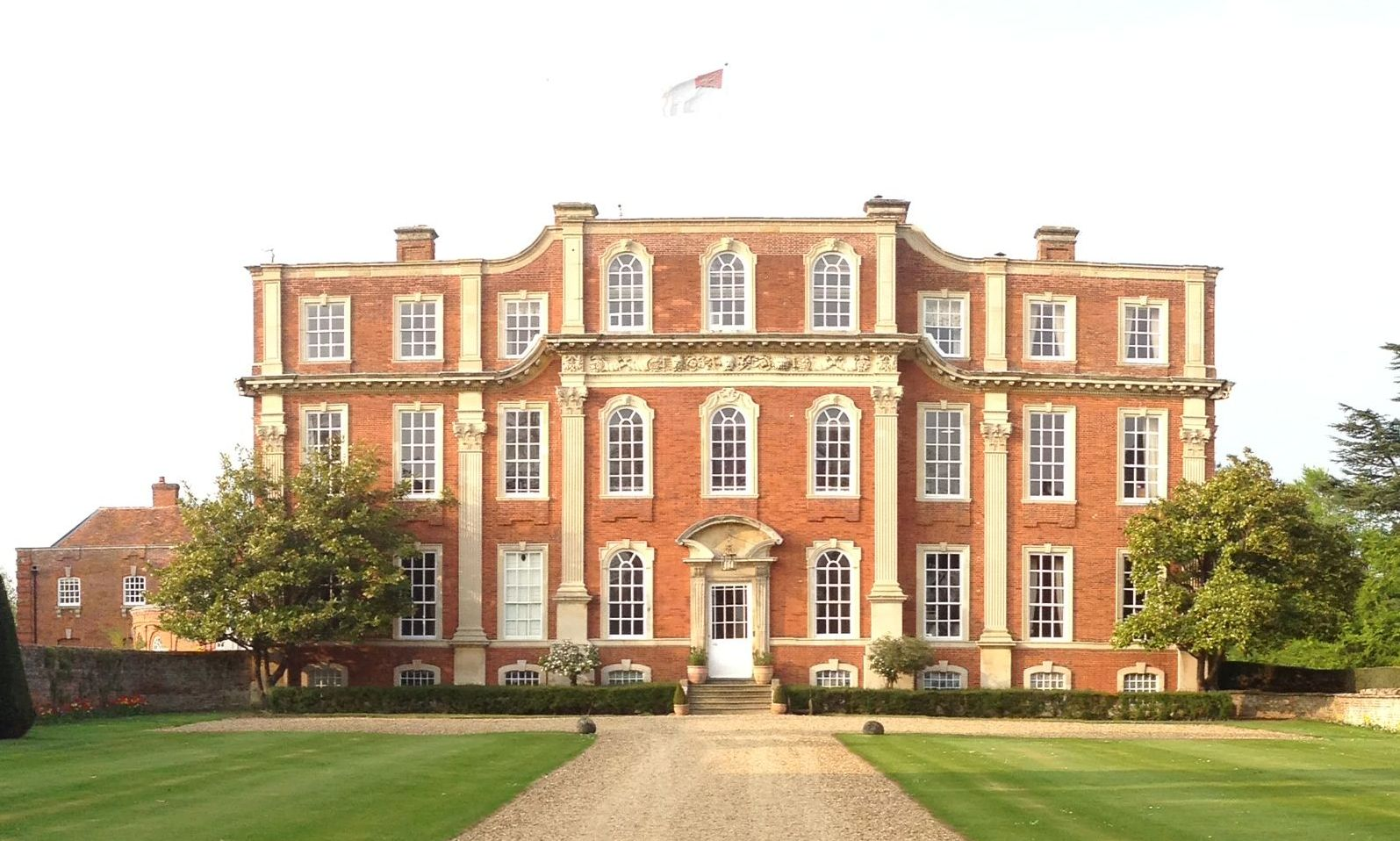
Chicheley Hall (2013)

Chicheley Hall ist ein im frühen 18. Jahrhundert im Barockstil errichteter repräsentativer englischer Landsitz und liegt im Borough of Milton Keynes in der Grafschaft Buckinghamshire im mittleren Südengland.

## Geschichte

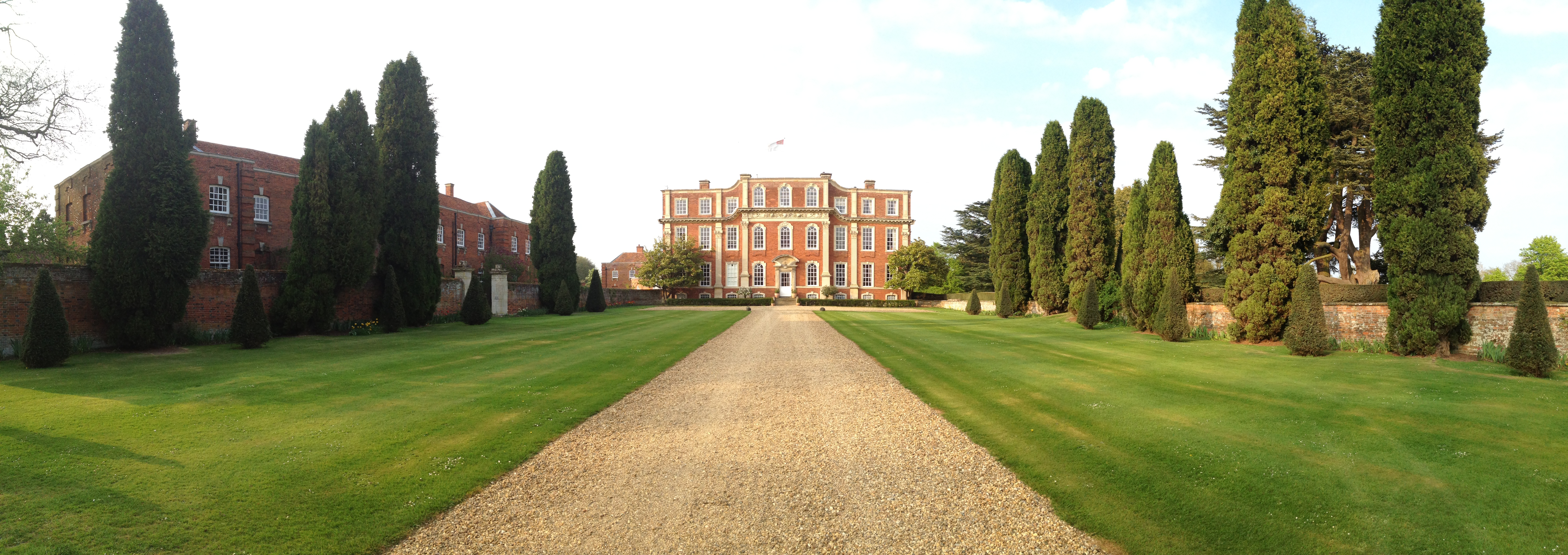
Es liegt eingebettet in eine weitläufige Parklandschaft

Im Jahr 1525 gehörten die Ländereien und Gebäude um Chicheley zu den Besitztümern des Erzbischofs von York, Kardinal Thomas Wolsey. Nur wenige Jahre später, nach seinem Sturz 1529 und Tod 1530 fielen sie zurück an die Krone. Am 5. Dezember 1545 erwarb Anthony Cave das Landgut. Es ging später auf die Familie Chester über. Während des Englischen Bürgerkriegs (1642 bis 1649) wurde das Anwesen geplündert und verwüstet. Es überdauerte als Ruine, bis  1719 für Sir John Chester das neue Gebäude Chicheley Hall errichtet wurde.
Dieses ging im Jahr 1952 von den Abkömmlingen der Chester-Familie auf David Field Beatty, 2. Earl Beatty (1905–1972) über, den Sohn des britischen Kriegshelden aus dem Ersten Weltkrieg, David Beatty, 1. Earl Beatty (1871–1936).
In der Neuzeit wird Chicheley Hall als Konferenzhotel genutzt und beherbergte schon einige prominente Persönlichkeiten, wie Tom Cruise, Nicole Kidman und sogar die Queen Mum.

## Trivia
Der britische Spielfilm Enigma – Das Geheimnis aus dem Jahr 2001, der auf dem Roman Enigma basiert, und der die Entzifferung der deutschen Enigma-Maschine durch britische Codebreaker während des Zweiten Weltkriegs im nur etwa 10 km südlich gelegenen Herrenhaus von Bletchley Park thematisiert, wurde in Chicheley Hall gedreht.